# Fergus II de Dalriada
Fergus mac Echdach, né vers 720 et mort en 781, est le roi de Dál Riata de 778 à 781.

## Biographie
Le Duan Albanach ne mentionne pas ce roi qui figure cependant dans les Synchronismes de Flann Mainistreach. La seule information précise que nous ayons sur lui est la date de sa mort relevée par les Annales d'Ulster : 781 : « Fergus mac Eochaid roi de Dál Riata meurt. »
Le règne de trois ans qui lui est accordé par les listes royales est corroborée par la mention de la mort de son frère Áed Find en 778.
Selon Alfred P. Smyth Fergus mac Echdach est le père des deux rois des Scots et des Pictes postérieurs : Constantin mac Fergus et Angus mac Fergus, nés de son union avec une princesse picte inconnue qui pourrait être une sœur de Alpin mac Uuroid et/ou de la famille du grand roi des Pictes Oengus Ier.
Toujours selon le même historien, par cette même union, Fergus mac Echdach aurait été également le père de deux filles, épouses, des nobles pictes ; Uuthoil et Bargoit et dont les fils Talorgan mac Uuthoil et Uurad mac Bargoit émirent des prétentions au trône contre les rois de Fortriú en s'appuyant sur le mode de succession matrilinéaire en usage chez Pictes par opposition au système de la Tanistrie des Scots.
Alex Woolf n'hésite pas à désigner ses descendants qui se succèdent pendant trois générations comme rois et des Pictes et suzerains des Scots de 789 à 839/842 sous le nom de « Dynasty of Wrguist ».